# 好家庭廣播電台
好家庭廣播股份有限公司（英語：Family977 Broadcasting Network，簡稱好家庭廣播、Family977，又名「古典音樂台」），是一個位於台灣台中市的中功率廣播電台，1996年5月12日正式開播，也是中部地區第一個以古典音樂為主軸的專門電台。

## 簡介
- 1996年5月12日，正式開播。
- 2002年1月，轉型為古典音樂專門電台。
- 2008年10月，與台北勞工教育電台[2]成立好家庭聯播網。

## 收聽範圍
| 國家/地區 | 電台名稱       | 收聽頻率 | 收聽地區                                                             |
| --------- | -------------- | -------- | -------------------------------------------------------------------- |
| 台中市    | 好家庭廣播電台 | FM97.7   | 涵蓋台中、彰化、南投、雲林，苗栗、嘉義部分地區。莆田、泉州部分地區。 |

## 註解
1. ↑   (PDF). 中華民國國家通訊傳播委員會: 3. 2024-04-01  [2024-04-28].[]
2. ↑  2009年2月轉型為台北都會休閒音樂台

## 外部連結
- 好家庭聯播網官方網站（页面存档备份，存于）
- Classical FM97_7 古典音樂台的Facebook專頁
- 古典音樂台FM97.7的Instagram帳戶
- YouTube上的古典音樂台 FM97.7頻道